# Арняш
Арня́ш (тат. Әрнәш) — деревня в Арском районе Республики Татарстан, в составе Среднеатынского сельского поселения. Родина Героя Социалистического Труда И. Г. Шайхутдинова.

## Этимология
Топоним произошёл от антропонима «Әрнәш» (Арняш).

## География
Деревня находится на реке Урнашский Ключ, в 17 км к западу от районного центра — города Арска.

## История
В «Списке населенных мест по сведениям 1859 года», изданном в 1866 году, населённый пункт упомянут как казённая деревня Арник 2-го стана Казанского уезда Казанской губернии. Располагалась при колодцах, по левую сторону Сибирского почтового тракта, в 47 верстах от губернского города Казани и в 12 верстах от становой квартиры в заштатном городе Арске. В деревне в 47 дворах жили 390 человек (202 мужчины и 188 женщин). Была мечеть.

## Население
| 1782 | 1859 | 1885 | 1897 | 1908 | 1920 | 1926 | 1949 | 1958 | 1970 | 1979 | 1989 | 2002 | 2010 | 2015 |
| ---- | ---- | ---- | ---- | ---- | ---- | ---- | ---- | ---- | ---- | ---- | ---- | ---- | ---- | ---- |
| 68   | 390  | 507  | 556  | 399  | 536  | 488  | 287  | 216  | 124  | 78   | 7    | 2    | 1    | 1    |

Национальный состав
Согласно результатам переписи 2002 года, в национальной структуре населения села татары составляли 100% из 2 человек.

## Известные люди
В деревне родился Ильсур Гарафиевич Шайхутдинов (1936—2019) – работник нефтегазовой промышленности, Герой Социалистического Труда.